# Z/VSE
z/VSE (Virtual Storage Extended) est un système d'exploitation pour les gros ordinateurs de type « mainframe » d'IBM, développé principalement à Böblingen, en Allemagne, par la société IBM Deutschland Entwicklung GmbH. Il n’est pas aussi répandu que z/OS et s’emploie généralement sur des systèmes de moindre envergure. z/VSE est le successeur de VSE/ESA, VSE/SP, DOS/VSE et DOS/360. Le système z/VSE remonte donc aux années 1960 et au produit System/360.
Au départ, z/VSE supportait uniquement l’adressage 24 bits. Lorsque le matériel a évolué, z/VSE est également passé au 31 bits. Puis en avril 2006, IBM a publié une pré-annonce de la version 4, qui supporte l’architecture z et le 64 bits.
IBM recommande toujours aux clients z/VSE de faire tourner un Linux-on-System z sur le même système, parallèlement à z/VSE. Ce système Linux 64 bits permet d’étendre les applications z/VSE et d’accéder à des applications et des données z/VSE par le biais d’HiperSockets. En outre, Linux-on-System z autorise l’utilisation d’un grand nombre de produits middleware.
JCS (Job Control Statements) constitue l’interface pour les traitements par lots sous z/VSE. z/VSE a prévu en outre une interface spécifique pour les opérateurs sur consoles. CICS est l’un des moniteurs transactionnels les plus répandus et on le retrouve très fréquemment chez les clients z/VSE. Aujourd’hui, CICS supporte également des innovations récentes telles que les services Web. DB2 est également disponible pour z/VSE.
A l’instar de z/OS, z/VSE supporte les terminaux traditionnels 3270 comme interfaces utilisateurs. La plupart des clients z/VSE ont néanmoins commencé à réaliser l’accès à leurs applications z/VSE par le biais de navigateurs web. Pour des raisons historiques, la mise en œuvre de TCP/IP sous z/VSE est commercialisée séparément, et elle est proposée en deux versions différentes par deux éditeurs de logiciels.
En mars 2006, z/VSE a fêté son 41e anniversaire. La version z/VSE 3.1 a permis de recourir à des disques durs SCSI meilleur marché. z/VSE 3.1 est toujours compatible avec les mainframes 31 bits et ne requiert pas de serveur supportant l’architecture z, tandis que la version 4.1 disponible depuis mars 2007 nécessite un serveur mainframe se prêtant au 64 bits.